# Червонохвіст
Червонохвіст (Calliteara pudibunda) — вид нічних метеликів родини еребід (Erebidae).

## Поширення
Вид поширений в Європі, Анатолії, Кавказі, Західному Сибіру, Східному Забайкаллі та басейні річки Амур, Кореї, Китаї та Північному В'єтнамі. Живе переважно в листяних лісах, але також трапляється в парках і садах.

## Опис
Розмах крил метелика досягає від 37 до 67 міліметрів, причому самиці зазвичай значно більші за самців. Передні крила обох статей мають дрібний візерунок світло-сірого кольору та мають від двох до чотирьох темних зубчастих смуг. У самців середня третина крил часто більш темно-коричнева або сіра. Існують як дуже світлі форми, де в крайніх випадках можна побачити лише темні зубчасті смуги на світлому фоні, так і темні форми, однотонні темно-коричневі або темно-сірі. Передні ноги густо опушені і подовжені.
Личинка зазвичай світло-лимонно-жовта, але іноді коричнево-жовта, фіолетова або чорнувато-сіра, з глибокими чорними сегментарними розрізами, більш світлими дорсальними пензликами і червоним або коричневим олівцем на 11 сегменті.

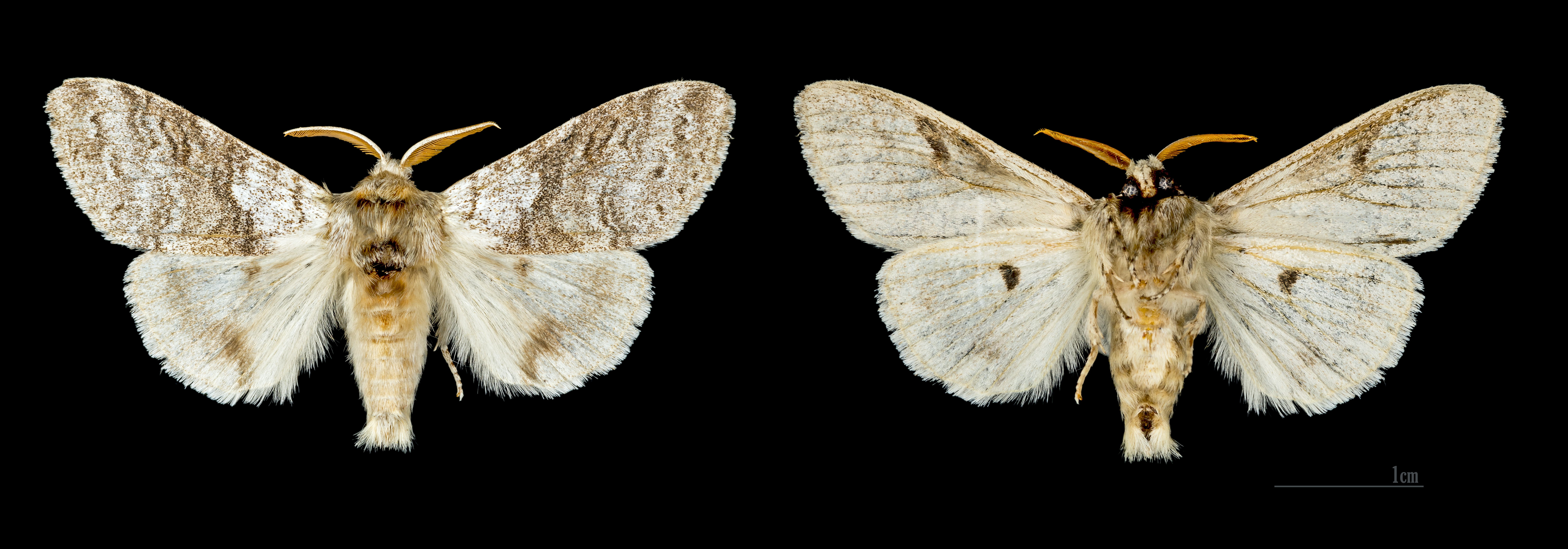
Самець
Самиця
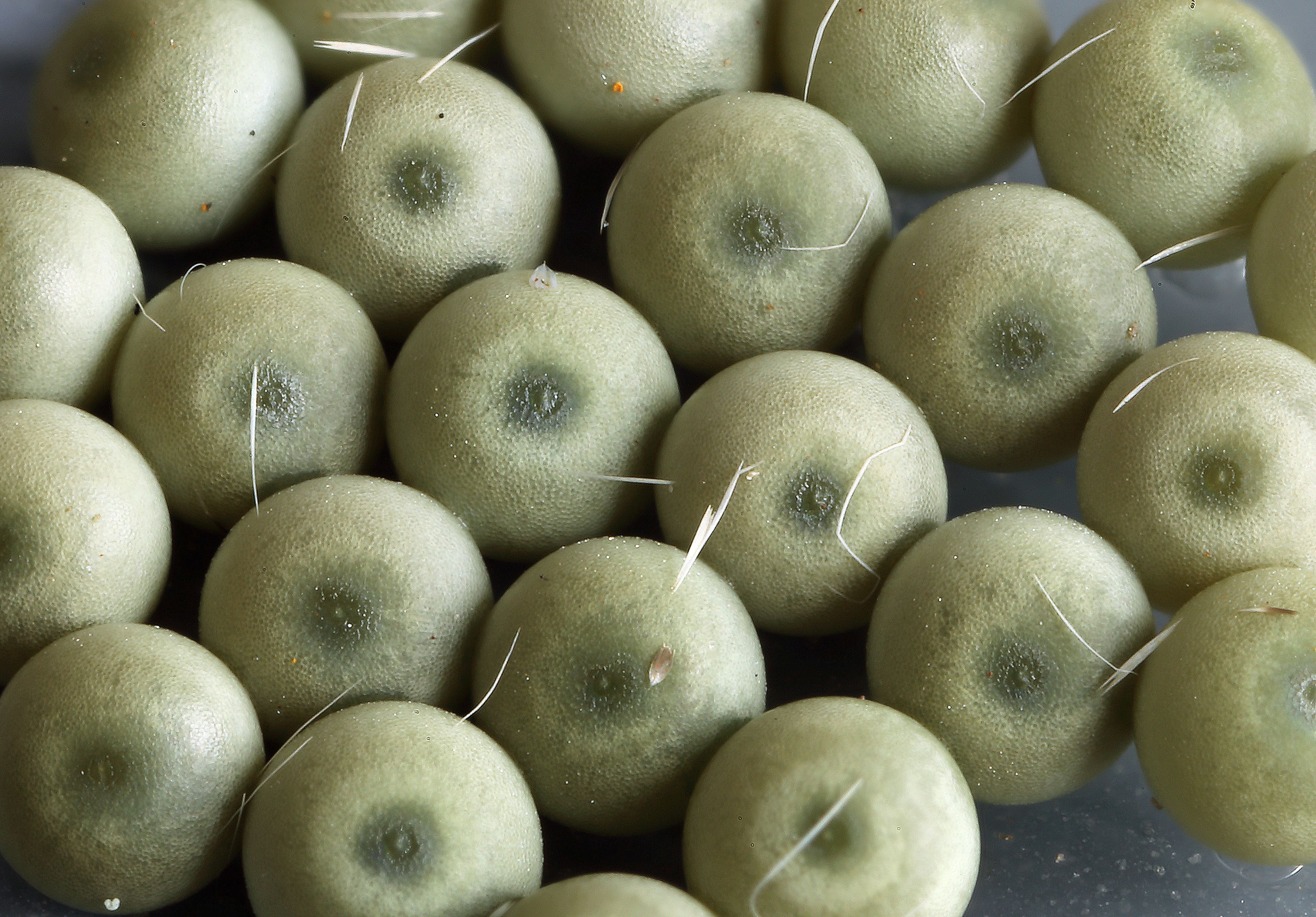
Яйця
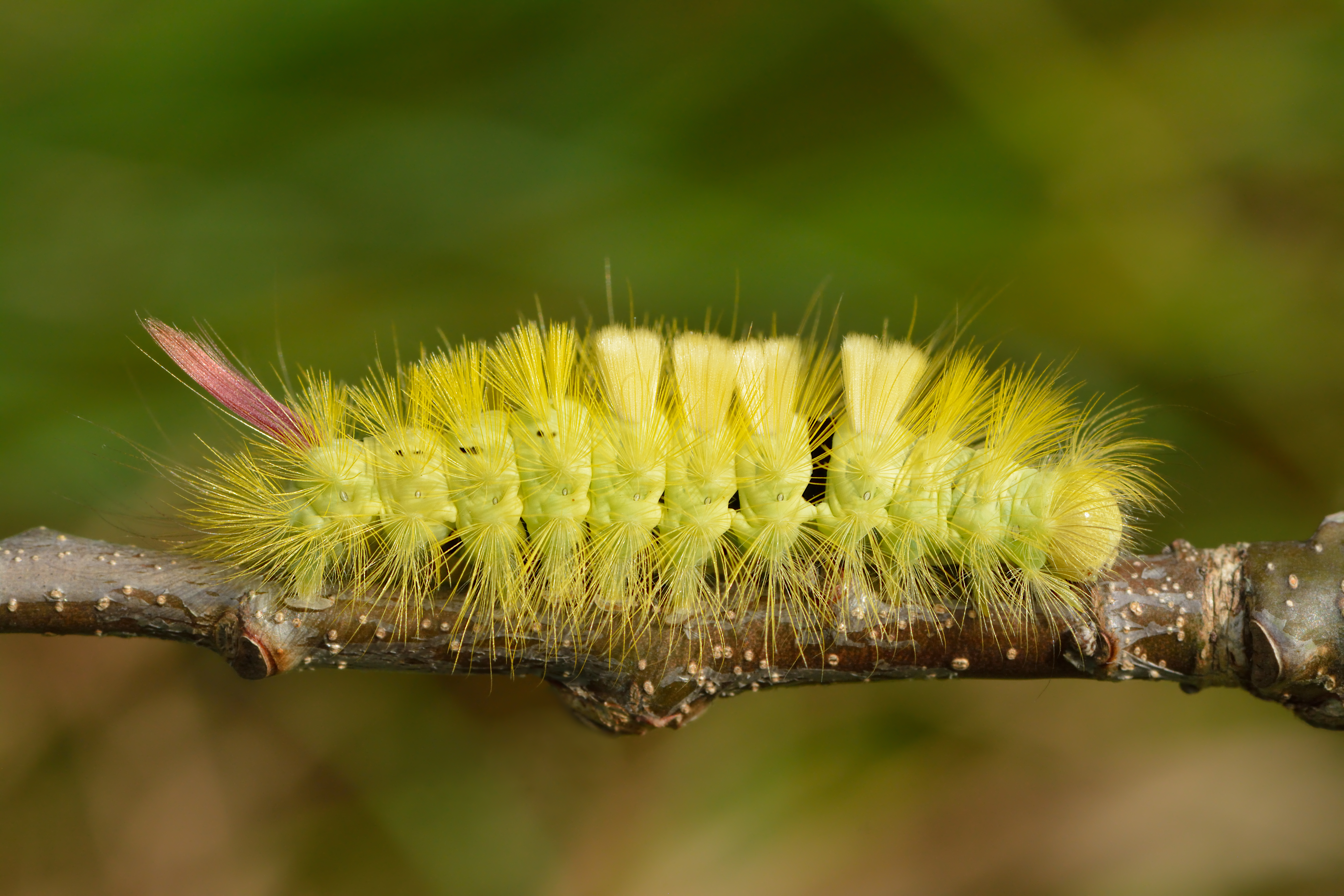
Гусениця (жовта форма)
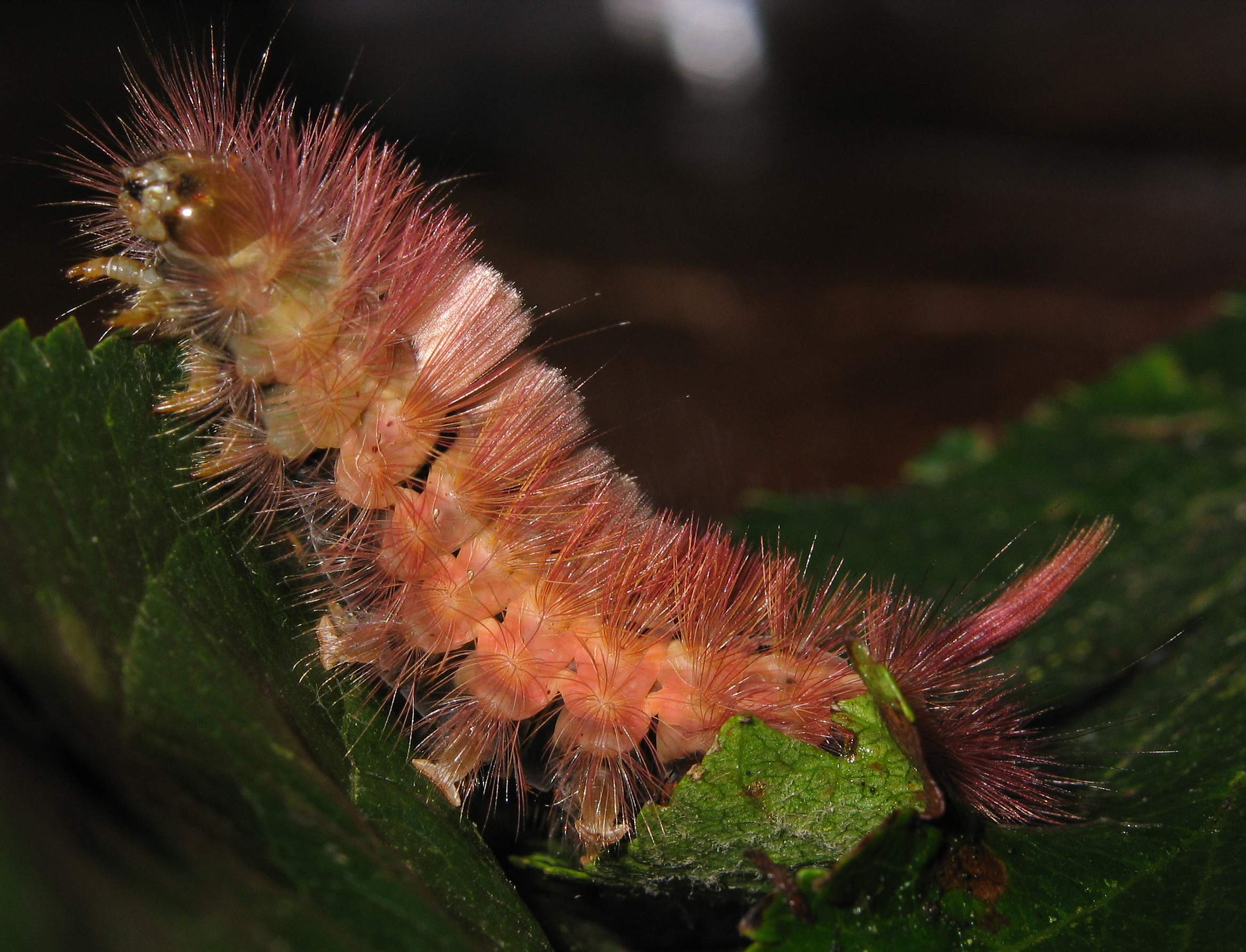
Гусениця (коричнева форма)

## Спосіб життя
Метелик літає в одному поколінні з травня по червень, гусениці трапляються з липня по жовтень. Гусениці живляться різними видами листяних дерев і кущів, особливо вербою (Salix caprea), грабом (Carpinus betulus), буком звичайним (Fagus sylvatica), дубом (Quercus robur), ліщиною (Corylus avellana), березою сріблястою (Betula pendula), яблунею (Malus domestica) та горобиною (Sorbus aucuparia).
Самиці відкладають на кору або гілки яйця групами до 300 штук. Спочатку гусениці живуть скупчено, але незабаром вони стають самітниками. Під час линяння молоді гусениці сидять на плетеній подушці на нижній стороні листка, тоді як старші гусениці ховаються в згорнуте листя. Заляльковування відбувається на землі серед листя в сірому або жовтуватому коконі. Зимує на стадії лялечки, метелики вилуплюються лише навесні, коли температура сприятлива.